# Pianeti delle pulsar

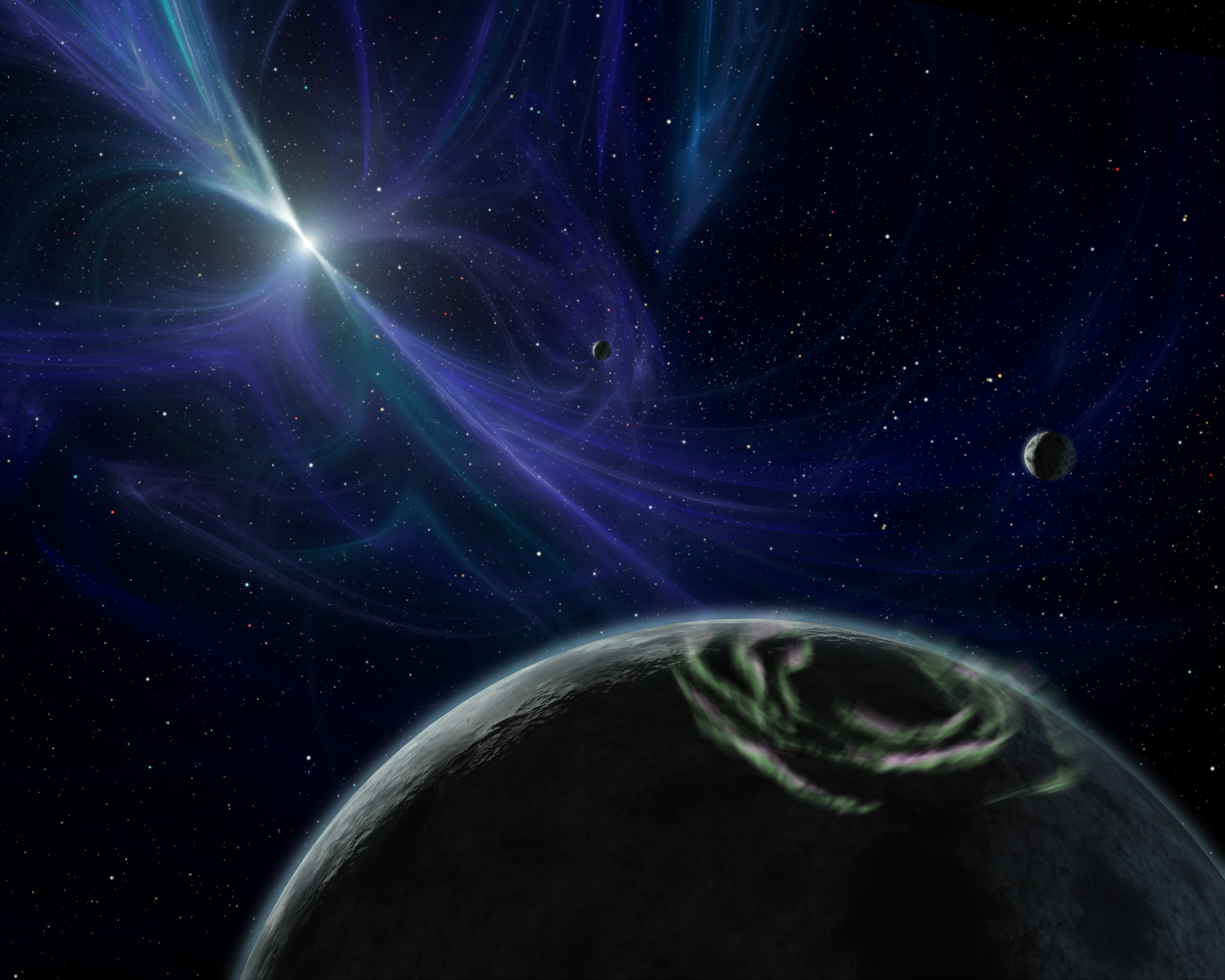
Rappresentazione artistica del sistema orbitante attorno a PSR B1257+12.

I pianeti delle pulsar costituiscono una sottocategoria di pianeti extrasolari, individuati in orbita attorno a pulsar o a stelle di neutroni in rapida rotazione. Il primo pianeta di questo genere è stato individuato attorno a una pulsar millisecondo ed è stato in assoluto il primo pianeta extrasolare scoperto.
I pianeti delle pulsar vengono rilevati misurando il periodo di rotazione di queste peculiari stelle, in modo da evidenziare eventuali anomalie nel loro periodo di pulsazione: la presenza di oggetti planetari in orbita provoca infatti dei cambiamenti regolari nel ciclo pulsatorio della pulsar, normalmente pressoché costante, coincidenti con il periodo di rivoluzione del corpo.

## Storia delle scoperte

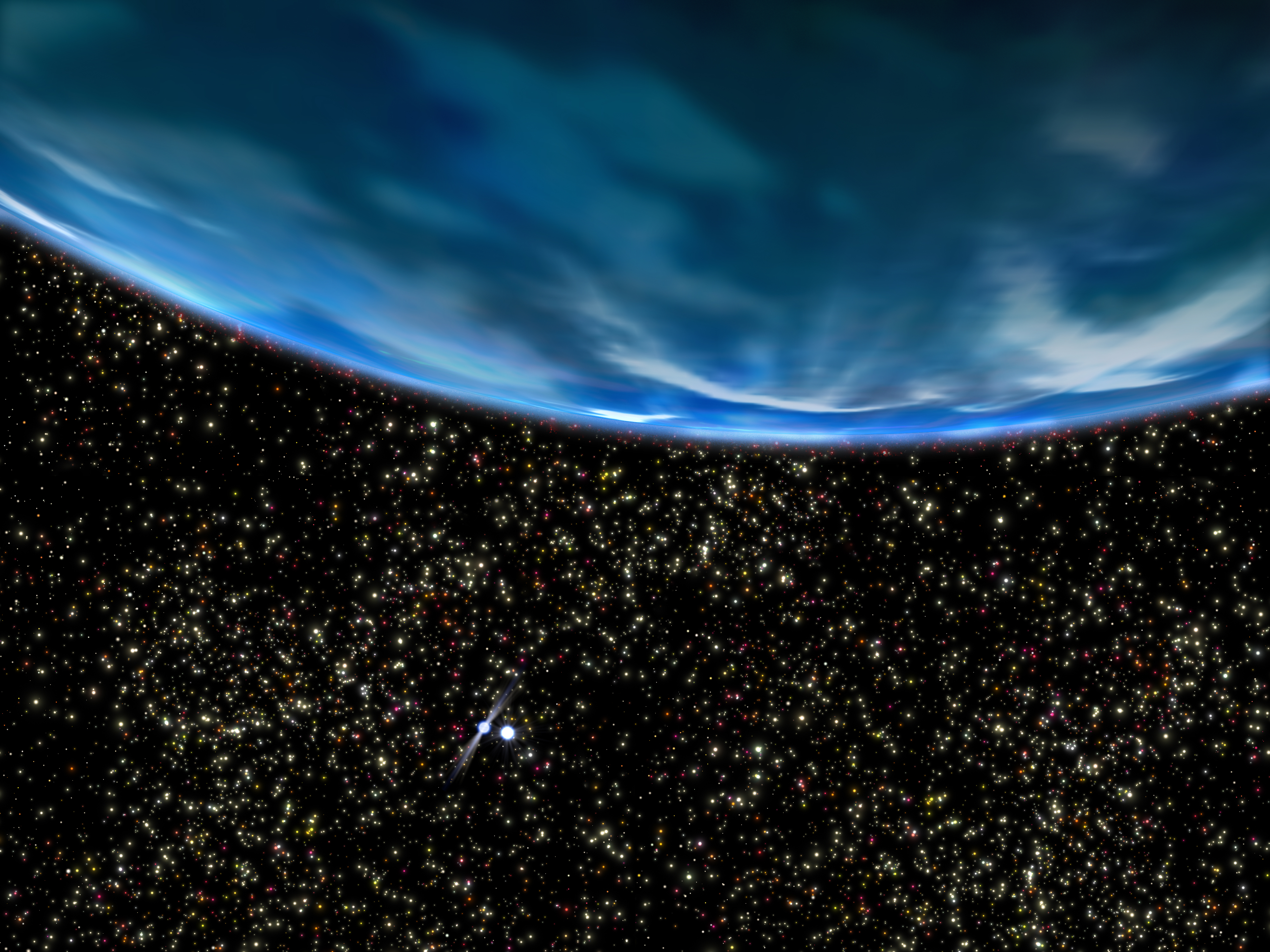
Rappresentazione artistica del pianeta PSR B1620-26c, orbitante attorno alla pulsar PSR B1620-26.

La prima scoperta conclamata di un pianeta orbitante attorno a una pulsar avvenne nel 1991 da parte di Andrew G. Lyne, che annunciò l'individuazione del primo pianeta extrasolare attorno a PSR 1829-10; la scoperta fu tuttavia ritrattata poco tempo dopo.
Nel 1992 Aleksander Wolszczan e Dale Frail annunciarono la scoperta di un sistema planetario, costituito da almeno due pianeti, attorno alla pulsar millisecondo PSR 1257+12; si trattava della scoperta dei primi pianeti extrasolari confermati e del primo vero sistema planetario a più pianeti, e ovviamente dei primi pianeti delle pulsar confermati. Inizialmente la scoperta fu accolta con alcune riserve, vista la ritrattazione della precedente scoperta del pianeta di PSR 1829-10; ci si chiedeva anche se le pulsar potessero possedere dei pianeti. Tali riserve furono in seguito diradate. In seguito furono scoperti attorno alla pulsar altri due pianeti di massa inferiore.
Nel 2000 si scoprì la presenza di un pianeta (PSR B1620-26c) che orbitava attorno alle due componenti di un sistema binario costituito da due stelle degeneri, la pulsar PSR B1620-26 e la nana bianca WD B1620-26. Il pianeta è considerato il più antico mai scoperto, dal momento che la sua età si aggirerebbe sui 12,6 miliardi di anni. Si ritiene che il pianeta originariamente orbitasse attorno alla stella che ha dato origine a WD B1620-26, e che la pulsar sia stata catturata solo in seguito, ma prima che la stella divenisse una gigante rossa.
Nel 2006 fu individuata attorno alla magnetar 4U 0142+61, distante 13 000 anni luce dalla Terra, la presenza di un disco protoplanetario tramite il telescopio spaziale Spitzer. Il disco si sarebbe formato a partire dai residui ricchi in metalli rilasciati dall'esplosione della supernova da cui si è formata la pulsar circa 100 000 anni fa.
Si ritiene che i pianeti delle pulsar non abbiano la possibilità di ospitare la vita così come noi la conosciamo, per via dell'alta quantità di radiazioni ionizzanti prodotte dalle pulsar e per il basso livello di luce visibile emessa.

## Lista dei pianeti delle pulsar

### Pianeti confermati
| Pulsar       | Oggetto planetario | Massa     | Semiasse maggiore (in unità astronomiche) | Periodo di rivoluzione  | Anno di scoperta |
| ------------ | ------------------ | --------- | ----------------------------------------- | ----------------------- | ---------------- |
| PSR B1620-26 | PSR B1620-26 (AB)b | 2,5 MJ    | 23                                        | 100 anni                | 2003             |
| PSR B1257+12 | PSR B1257+12A      | 0,020 M⊕  | 0,19                                      | 25,262 ± 0,003 giorni   | 1994             |
| PSR B1257+12 | PSR B1257+12B      | 4,3 M⊕    | 0,36                                      | 66,5419 ± 0,0001 giorni | 1992             |
| PSR B1257+12 | PSR B1257+12C      | 3,90 M⊕   | 0,46                                      | 98,2114 ± 0,0002 giorni | 1992             |
| PSR B1257+12 | PSR B1257+12D      | 0,0004 M⊕ | 2,6                                       | 1,250 giorni            | 2002             |

### In attesa di conferma
| Pulsar       | Oggetto planetario | Massa  | Semiasse maggiore (in unità astronomiche) | Periodo di rivoluzione  | Data di annuncio |
| ------------ | ------------------ | ------ | ----------------------------------------- | ----------------------- | ---------------- |
| Geminga      | Geminga b          | 1,7 M⊕ | 3,3                                       | 5,1 anni                | 1997             |
| PSR B0329+54 | PSR B0329+54 A     | 0,3 M⊕ | 2,3                                       | 1205,358 ± 0,003 giorni | 1979             |
| PSR B0329+54 | PSR B0329+54 B     | 2,2 M⊕ | 7,3                                       | 61728,94 ± 0,003 giorni | 1979             |
| PSR B1828-10 | PSR B1828-10 A     | 3 M⊕   | 0,93                                      | 384,3649 giorni         | 1992             |
| PSR B1828-10 | PSR B1828-10 B     | 12 M⊕  | 1,32                                      | 493,077375 giorni       | 1992             |
| PSR B1828-10 | PSR B1828-10 C     | 8 M⊕   | ?                                         | ?                       | ?                |

### Dischi protoplanetari
| Pulsar     | Disco protoplanetario (proplyd) |
| ---------- | ------------------------------- |
| 4U 0142+61 | proplyd di 4U 0142+61           |

### Non confermati
| Pulsar      | Pianeta       | Massa |
| ----------- | ------------- | ----- |
| PSR 1829-10 | PSR 1829-10 A | 10 M⊕ |